# ستانتون مور
ستانتون مور (بالإنجليزية: Stanton Moore)‏ هو عازف جاز أمريكي، ولد في 9 يوليو 1972 في نيو أورلينز في الولايات المتحدة.

## وصلات خارجية
- الموقع الرسمي
- ستانتون مور على موقع ميوزك برينز (الإنجليزية)
- ستانتون مور على موقع أول ميوزيك (الإنجليزية)
- ستانتون مور على موقع ديسكوغز (الإنجليزية)